# Blended Family (What You Do for Love)
«Blended Family (What You Do for Love)» es una canción de la cantante y compositora estadounidense Alicia Keys, grabada para su sexto álbum de estudio, Here. Se lanzó el 7 de octubre de 2016 por RCA Records. 
El vídeo musical, filmado en blanco y negro, se lanzó el 11 de noviembre de 2016 y presenta a Keys y ASAP Rocky. En septiembre de 2017, se reveló en IMDb que el vídeo fue dirigido por Hype Williams.

## Antecedentes
Fue escrito por Keys, Rocky, John Bush, Brandon Aly, Tish Hyman, Dave Kuncio, Kenneth Withrow y Edie Brickell para su sexto álbum de estudio Here (2016), mientras que Keys y Mark Batson dirigieron la producción. La canción se refiere al antiguo matrimonio del esposo de Keys, Swizz Beats y el músico Mashonda Tifrere.

## Lista de ediciones
| Descarga digital |                                                                |          |  |
| N.º              | Título                                                         | Duración |  |
| 1.               | «Blended Family (What You Do For Love)» (featuring ASAP Rocky) | 3:32     |  |

## Posicionamiento en listas
| Listas (2016)                      | Mejor posición |
| ---------------------------------- | -------------- |
| Bélgica (Ultratip Urban) Flanders  | 41             |
| Escocia (Official Charts Company)  | 79             |
| Estados Unidos (Adult R&B Songs)   | 9              |
| Francia (SNEP)                     | 62             |
| Japón (Japan Hot 100)              | 52             |
| Nueva Zelanda Heatseekers (RMNZ)   | 9              |
| Reino Unido R&B (UK Singles Chart) | 22             |
| Suiza (Schweizer Hitparade)        | 85             |

## Historial de lanzamiento
| País           | Fecha                   | Formato                | Discográfica | Ref    |
| -------------- | ----------------------- | ---------------------- | ------------ | ------ |
| Varios         | 7 de octubre de 2016    | Descarga digital       | RCA          | [ 15 ] |
| Italia         | 14 de octubre de 2016   | Contemporary hit radio | Sony         | [ 16 ] |
| Estados Unidos | 15 de noviembre de 2016 | Rhythmic contemporary  | RCA          | [ 17 ] |
| Estados Unidos | 15 de noviembre de 2016 | Contemporary hit radio | RCA          | [ 18 ] |